# فرودگاه شهری شهرستان شاین
فرودگاه شهری شاین کانتی (به انگلیسی: Cheyenne County Municipal Airport) یک فرودگاه همگانی بهره‌برداری هوایی است که یک باند فرود چمن دارد و طول باند آن ۵۴۸ متر است. این فرودگاه در کشور ایالات متحده آمریکا قرار دارد و در ارتفاع ۱۰۴۰ متری از سطح دریا واقع شده‌است.